# Gulag

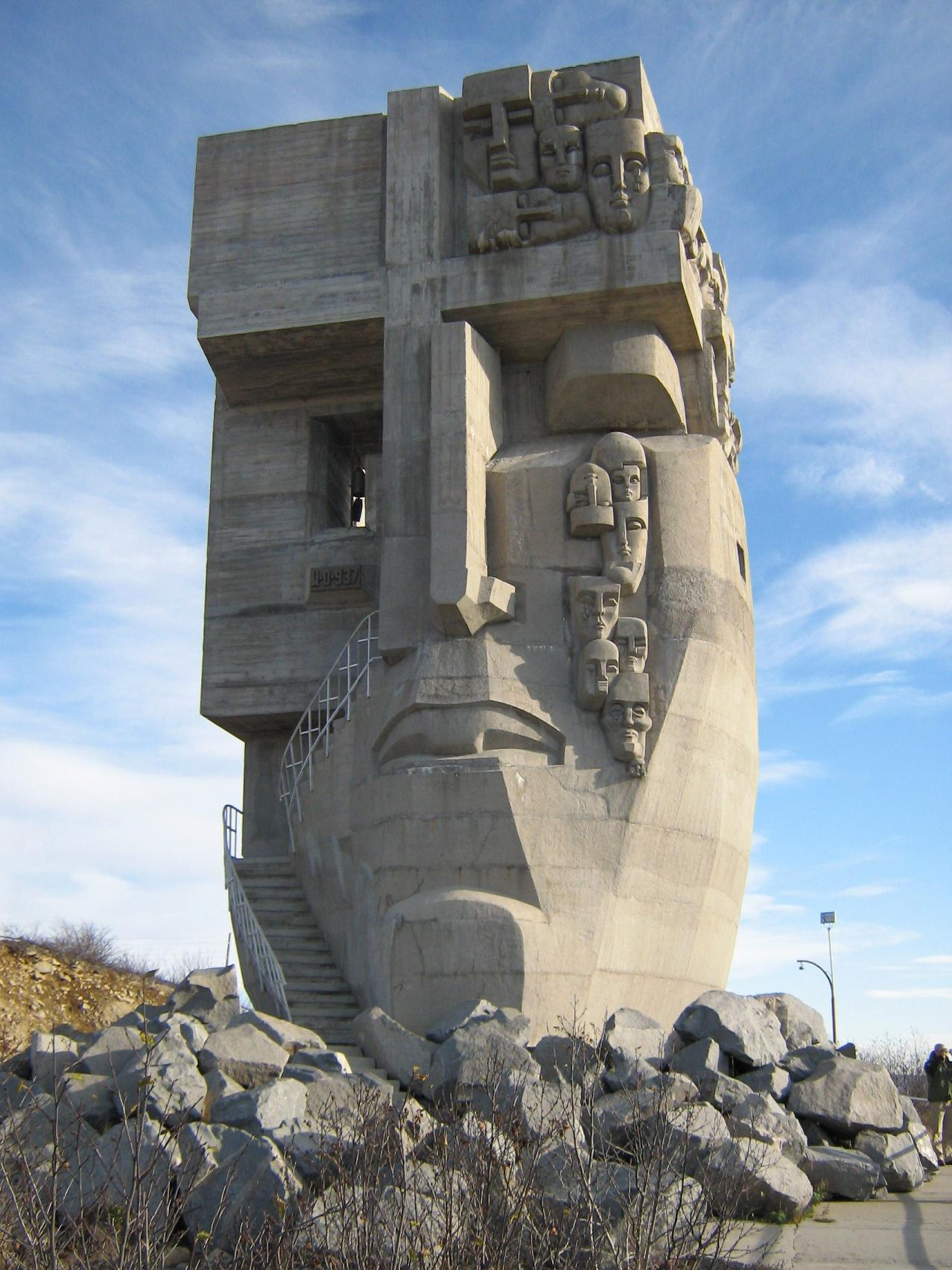
A magadani Szomorúság maszkja a Kolima régióban működött Gulag-táborok áldozataira emlékeztet

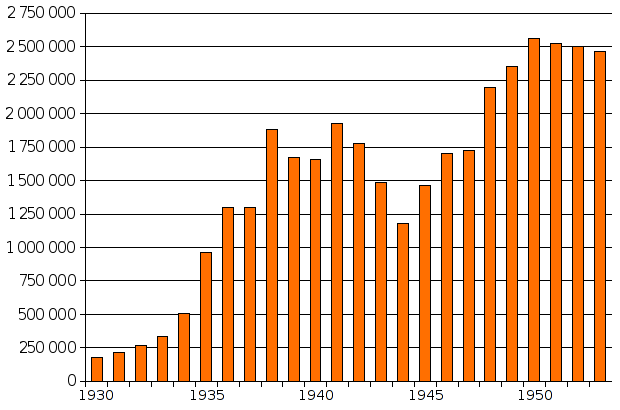
A Gulag táboraiban őrzött foglyok létszáma 1930 és 1953 között

Gulag (oroszul: ГУЛаг: Главное управление исправительно-трудовых лагерей, Glavnoje upravlenyije iszpravityelno-trudovih lagerej, azaz ’Javítómunka-táborok Főigazgatósága’) kifejezés alatt a sztálini Szovjetunió egészét behálózó kényszermunkatábor-rendszert értjük. (A Szovjetunió határain kívül egyedül Mongóliában működött a Gulag szervezetéhez tartozó munkatábor.) A táborokban a sztálini politika bel- és külföldi ellenzőit, hadifoglyokat, más ürüggyel (pl. „kulákság”) vagy véletlenszerűen elhurcolt polgári lakosokat kemény fizikai munkára fogták, napi 10–12 órát dolgoztatták őket, miközben élelem- és egészségügyi ellátásukról alig gondoskodtak. 
Jelentős különbség volt e két lágerrendszer esetében, hogy a foglyok odakerülése között komoly eltérés volt. Míg a GULAG büntetőlágereinek rabjait egyenként, személyre szóló és többnyire koholt vádakra alapozott bírósági ítéletek alapján hurcolták el, addig a GUPVI lágerekbe tömegesen szállították az embereket, lényegtelennek tartva azok személyének kilétét.
Magyarországról körülbelül 700 000 embert deportáltak a Gulag vagy GUPVI táboraiba, közülük mintegy 300 000 meghalt a rabság során. A Gulag-táborok egyik legismertebb foglya Alekszandr Iszajevics Szolzsenyicin Nobel-díjas orosz író, aki szabadulása után több könyvben írta meg élményeit az eredeti szovjet terminológia szerint „javító-nevelő munka” céljából létrehozott táborok életéről. Anne Applebaum 2003-ban megjelent, a Gulag-rendszer kifejlődését összegző könyvében szerepel, hogy az Ob folyó Nazino nevű lakatlan szigetén a deportáltak felfalták halott bajtársaik tetemét.

## Története

### Előzmények
Már a cári Oroszország is használt kényszermunkatáborokat (oroszul каторга / katorga) politikai ellenségeinek száműzetésére, ezek legtöbbje Szibériában működött kényszermunkatábor volt.
Az 1917-es bolsevik forradalom után Lenin börtönbe záratta, illetve szintén száműzette politikai ellenfeleinek jelentős részét.

### A táborok célja
A táborok bevallott fő célja a munkaerő-szükséglet kielégítése volt. A sztálini tervgazdaság óriási irányszámai rengeteg olcsó munkaerőt igényeltek, amit többek között a Gulag táborrendszerben fogvatartott belföldi és külföldről elhurcolt foglyok kihasználásával tudtak előteremteni. A szovjetek tudatosan készültek a második világháború során elfoglalt területek lakosságának elhurcolására. 1943-ban létrejött a szovjet jóvátételi programot kidolgozó bizottság, ami ötmillió német kényszermunkás tíz éven át tartó rabszolgamunkáját vette tervbe.
Megfélemlítő célja is volt, hiszen a Gulag táboraiba kerülés veszélye az egész szovjet lakosságot fenyegette: a táborokat a rendszer megfélemlítésre is használta.

### A Gulag-rendszer létrehozása

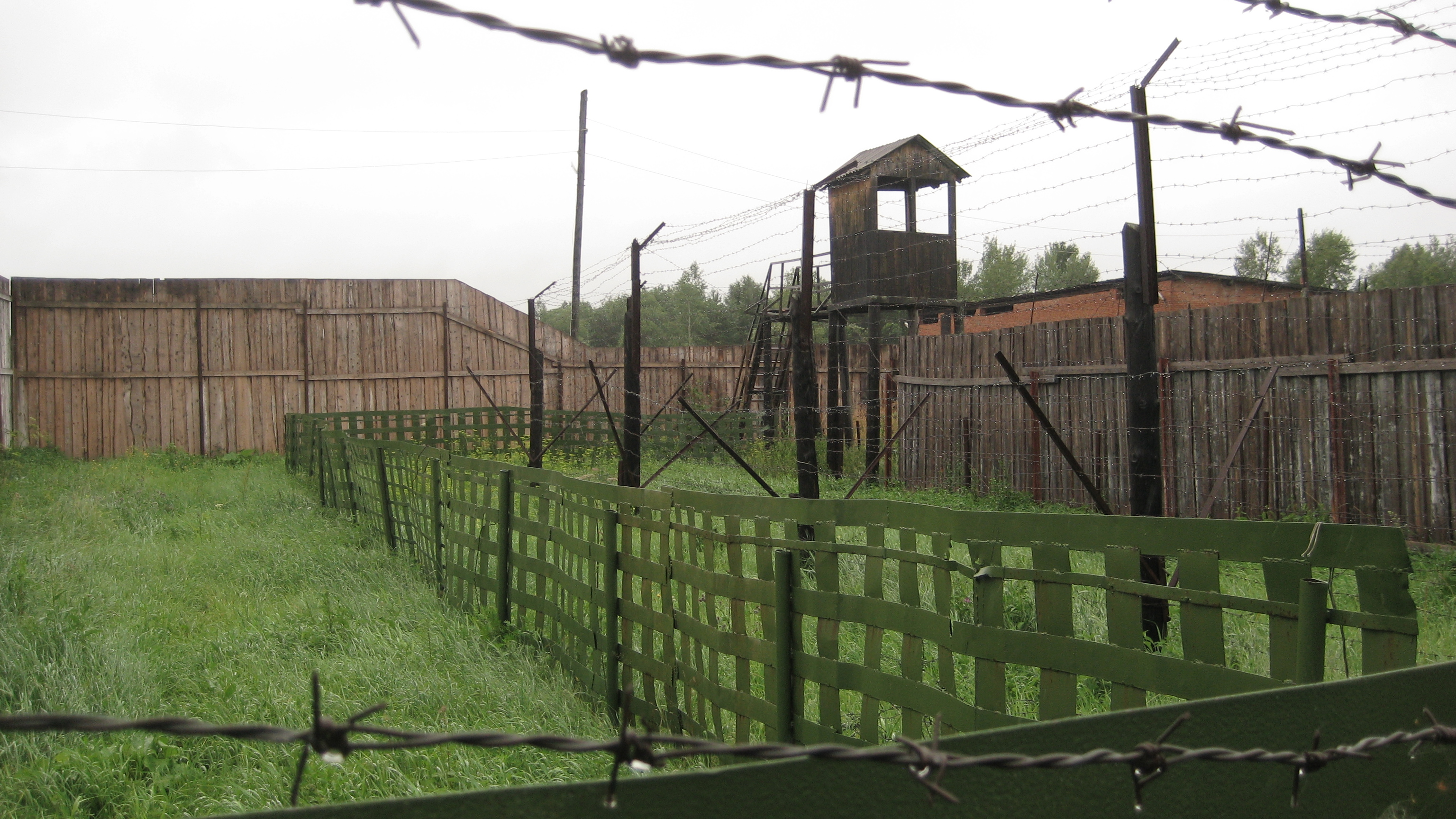
A ma múzeumként látogatható Perm-36 tábor kerítése

Az Ulág (УЛАГ "Управление лагерей") mint a munkatáborok igazgatósága, a politikai rendőrség, az Állami Politikai Igazgatóság (rövidítve: OGPU, oroszul: Объединённое государственное политическое управление) egyik ágaként 1930. április 15-én jött létre. Még az év novemberében megkapta a Fő jelzőt, ezután GULAG-nak (ГУЛАГ Гла́вное управле́ние лагере́й) nevezték. A táborrendszer Sztálin rendszere alatt gyorsan nőtt. Az 1931-es 200 000 főnyi létszám 1935-re egymillióra emelkedett, az 1937-es nagy tisztogatás során  pedig kétmillióra.

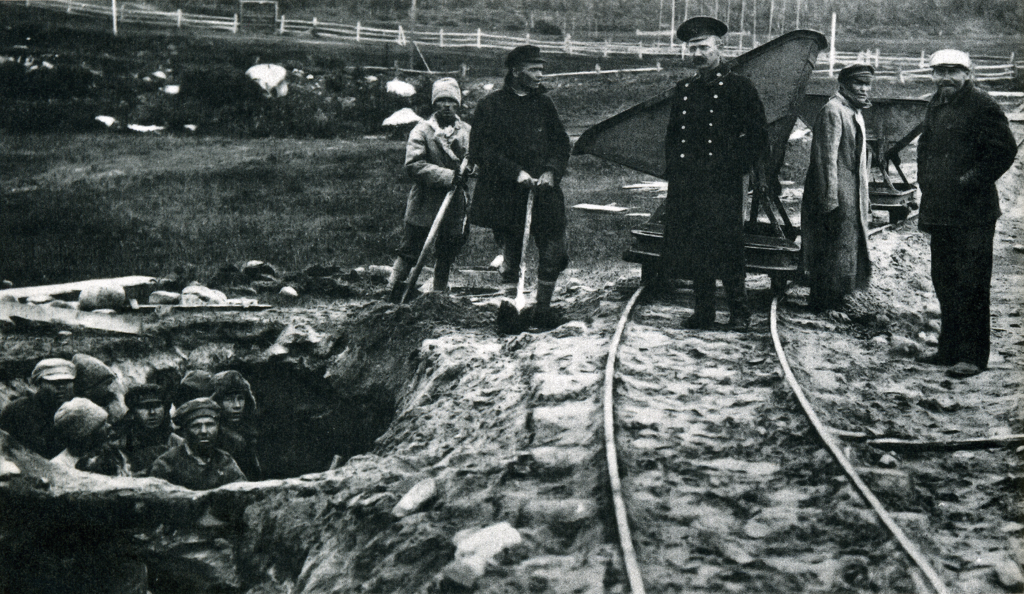
Rabok és őreik egy Gulag-táborban 1925 körül

A táborok lakossága rendkívül változatos körülmények közül került ki. A cári Oroszország nemessége, az értelmiség mellett óriási számban kerültek ki teljesen ártatlan, a kommunizmusban szinte fanatikusan hívő parasztok, munkások is, akiket sokszor apró bűntettek vagy rosszakarójuk feljelentése miatt ítéltek kényszermunkára. Sztálin rajtuk kívül sok, őt nem támogató (volt) kommunista vezetőt is ide záratott. A politikai foglyok száma nem volt nagy a többi lakóhoz képest. Valószínűsíthető, hogy többségük valódi köztörvényes bűnöző volt, bár fontos megjegyezni, hogy egyeseket szükség (mint például éhezés) késztetett köztörvényes bűncselekmények elkövetésére. 1933 májusában több ezer parasztot deportáltak a szibériai Ob folyó Nazino nevű lakatlan és sivár szigetére. Az internáltakat élelmiszer és felszerelés nélkül hagyták a szigeten, néhány hónappal később egy hivatalos jelentés szerint már csak kétezren voltak életben. A túlélők megették a halott sorstársaik hulláját.
A második világháború során a körülmények tovább romlottak. Egyrészt azért, mert több százezer megbízhatóbb rabot (azaz nem politikai foglyokat) mindenféle kiképzés nélkül a frontra küldtek, másrészt mert a táborokban maradottak ellátására egyre kevesebb jutott, miközben munkájukra még nagyobb szükség lett.

### GUPVI

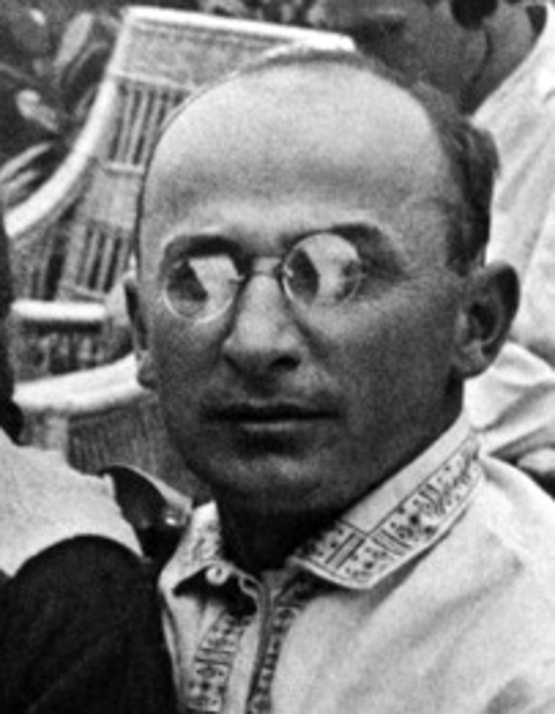
Lavrentyij Pavlovics Berija belügyi népbiztos, a GUPVI létrehozója

1939. szeptember 19-én Lavrentyij Pavlovics Berija belügyi népbiztos elrendelte a Hadifogoly- és Internálótáborok Igazgatósága (Glavnoje Upravlenyije po Gyelam Vojennoplennih i Intyernyirovannih, oroszul: Главное управление по делам военнопленных и интернированных), rövid nevén GUPVI felállítását, ami a hadifoglyok és külföldről internáltak táborhálózata – a külföldiek Gulagja – lett. Egy 1943. április 14-én hozott új törvény tette lehetővé, hogy a hadifoglyokat is 15–20 év kényszermunkára ítélhessék («репарации трудом»). Amikor 1943 őszén megkezdődött a német hadsereg kiszorítása a Szovjetunió sűrűn lakott nyugati területeiről, illetve Kelet-Európából, ismét jelentősen megnövekedett a táborban élők létszáma.
Az 1945-ös átszervezés után ez a táborhálózat 350 főtáborból és körülbelül 4000 melléktáborból állt. A náci Németország és szövetségesei által a második világháború során okozott károk kompenzációjának formáit, az 1945. február 4. és február 11. között lezajlott jaltai konferencián határozták meg, így azt is, hogy Németországnak az okozott háborús károk fejében természetbeni jóvátételt kell teljesítenie. Az 1945. augusztusi potsdami konferencián a következő megállapodás született: a szovjet helyreállítási igényeket Németország keleti övezetéből történő lefoglalással, Bulgáriában, Finnországban, Magyarországon, Romániában és Kelet-Ausztriában pedig az ott található német gazdasági eszközök rovására kell kielégíteni. A németek által korábban megszállt nyugati területek lakosságának nagy százalékával, a hadifoglyokkal, és a szovjet Vörös Hadsereg által felszabadított és megszállt területekről (Lengyelország, NDK, Csehszlovákia, Magyarország, Románia) elhurcoltakkal, megnövekedett a Szovjetunióban működő kényszermunkatáborok lakossága.

### A táborrendszer felszámolása
A Gulag-rendszer felbomlásáról Sztálin 1953. márciusi halála után lehetett csak szó. 1954-ben megindult a politikai foglyok felszabadítása, ez azonban csak a Szovjetunió Kommunista Pártjának 1956-os XX. Kongresszusa után vált széles körűvé, amikor is a szovjet vezetés elhatárolódott a sztálinizmustól. A Gulag intézményét 1960. január 25-én szüntették meg, a politikai megfélemlítés azonban később is tovább élt, immár a KGB hatásköre alá rendelve.
A Gulag táboroknak óriási hatásuk volt a Szovjetunióban élőkre, a lakosság nagy százaléka folyamatosan börtönben vagy munkatáborban szenvedett, és ennek a sorsnak a veszélye bárki feje felett ott lebegett.

## Magyar vonatkozások

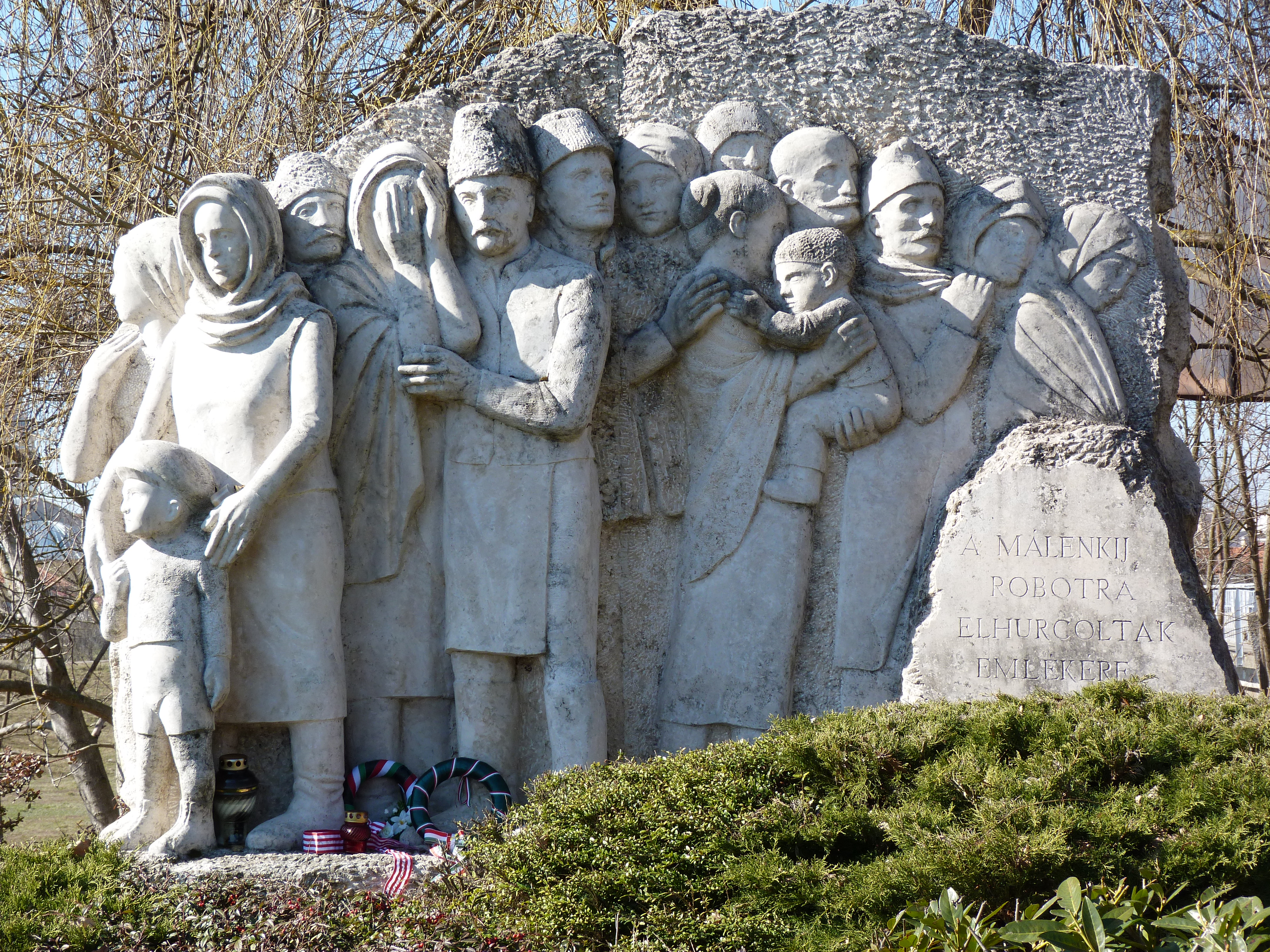
A málenkij robotra elhurcoltak emlékműve Vásárosnaményban

Magyarországon a második világháború végén, a Vörös Hadsereg által elfoglalt területekről megkezdődtek az elhurcolások. A „hadifoglyok” összegyűjtése – akiknek többsége nem katona, hanem polgári lakos volt – 1944 őszén Székelyföldön kezdődött. A táborokba azok a rabok kerültek, akiket a magyar hatóságok közreműködésével a szovjet hadbíróságok ítéltek el háborús bűntett vádjával, legtöbbször alaptalanul.
Az elfoglalt területek lakosságából olykor szórványosan, esetlegesen hurcoltak el embereket, de a GUPVI lágerekbe előfordult szisztematikus elhurcolás is, amikor a cél a terület etnikai viszonyainak megváltoztatása volt: Kárpátalján például célirányosan a magyar lakosságot érintette. A tanúvallomások alapján az is valószínűsíthető, hogy azokon a településeken amelyeken a front gyorsan átvonult, csak szórványos, a véres harcokat megélő településeken viszont rendszerszerű deportálásra került sor. A német lakosság „jóvátételként” való elhurcolása a GUPVI lágerekbe Kelet-Európából szisztematikusan történt, meghatározható terv keretében gyűjtötték össze a németeket. Az elhurcoltatáshoz azonban elég volt ha valakiről a szovjetek vagy kollaboránsaik úgy ítélték meg hogy „német”: a Magyarországról németként elhurcoltak többsége nem német anyanyelvű volt. Különösen nagy számban hurcoltak el budapestieket: a történészek becslése szerint a város ostroma során, majd azt követően 40–50 000 katonát ejtettek foglyul, de az elhurcolt civilek száma 50 és 100 000 közé tehető.
A megszálló szovjet hadsereg felkereste mindazokat, akiket a hatalomátvétel szempontjából veszélyesnek vélt. Ennek során volt miniszterelnököket, minisztereket, képviselőket, nagyköveteket, katonatiszteket, papokat, tanárokat, diplomatákat hurcoltak el, köztük Raoul Wallenberg svéd diplomatát is. Ezen kívül rengeteg munkaképes, fiatal nőnek és férfinak kellett elhagynia az országot, hogy szovjet munkatáborban dolgozzanak. Átlagéletkoruk a húsz évet se érte el.[forrás?] 1945-ben a munkaszervezőnek nevezett magyarok kezdték meg a fiatalok összegyűjtését, sokan a német koncentrációs táborokból egyből a szovjet Gulag táborokba kerültek. A szovjet hadifogságba esett mintegy 500 ezer magyar katona és a polgári internáltak többsége pedig az 1939-ben létrehozott GUPVI (Hadifogoly- és Internálótáborok Igazgatósága, Glavnoje Upravlenyije Vojennoplennih i Intyernyirovannih), vagyis a hadifoglyok és internáltak táborhálózatába került. A Magyarországon összeszedett embereket először gyűjtőtáborokba vitték. A legnagyobb gyűjtőtábor Kistarcsán működött, ahova elsősorban a fővárosiakat vitték. Onnan román átmenőtáborokba (Máramarossziget, Foksány, Brassó, Temesvár) kerültek a foglyok. Innen marhavagonokba zárva kerültek a Szovjetunió területére.
A magyar katonai és  polgári internáltak az 1939-ben létrehozott GUPVI, vagyis a hadifoglyok és internáltak táborhálózatába került. A GUPVI 4000 táborából a magyar foglyok mintegy 2000 táborban szóródtak szét.
Összesen mintegy 700 ezer magyar állampolgár került szovjet munkatáborba, közülük csak körülbelül 400 ezren tértek haza. A deportálás során és a munkatáborokban tehát nagyjából 300 ezer magyar állampolgár vesztette életét, akik közül mintegy 10 ezer fő a Gulag büntetőtáboraiban halt meg. Hazatérésük után a magyarországi titkosszolgálatok hallgatásra kényszerítették a lelkileg (sokszor testileg is) megtört embereket.
Magyarországon is működtek munkatáborok. A legnagyobb Recsken, ahol egyszerre mintegy 1500 embert tartottak fogva. Jelentős volt még a tiszalöki munkatábor, ahol a rabok a vízerőművet építettek. A magyar társadalom egy része előtt rejtve maradtak a kényszermunkatáborokkal kapcsolatos tények, hiszen a rendszerváltásig alig mertek beszélni a hazatért túlélők a szenvedéseikről.

## Körülmények

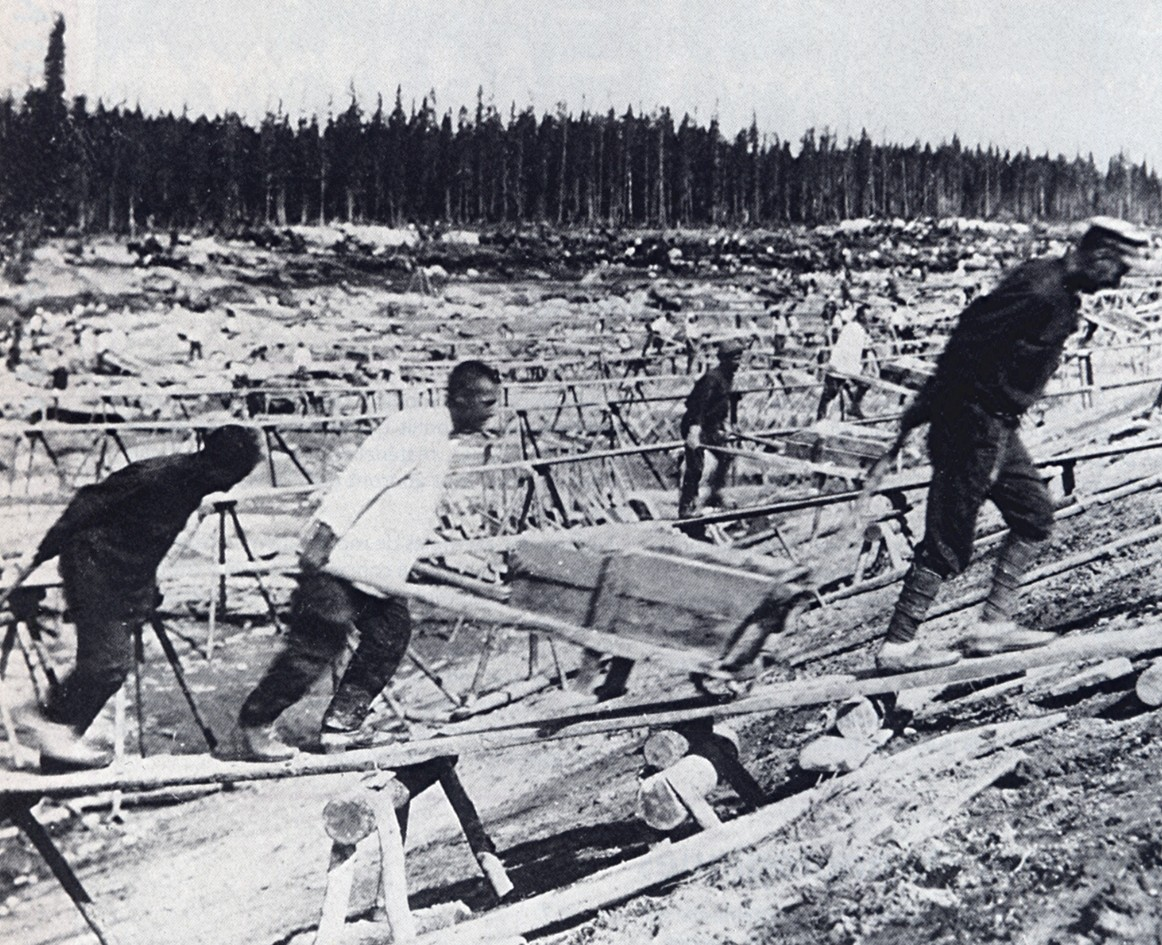
Foglyok a Belomor-csatorna építésén (1932)

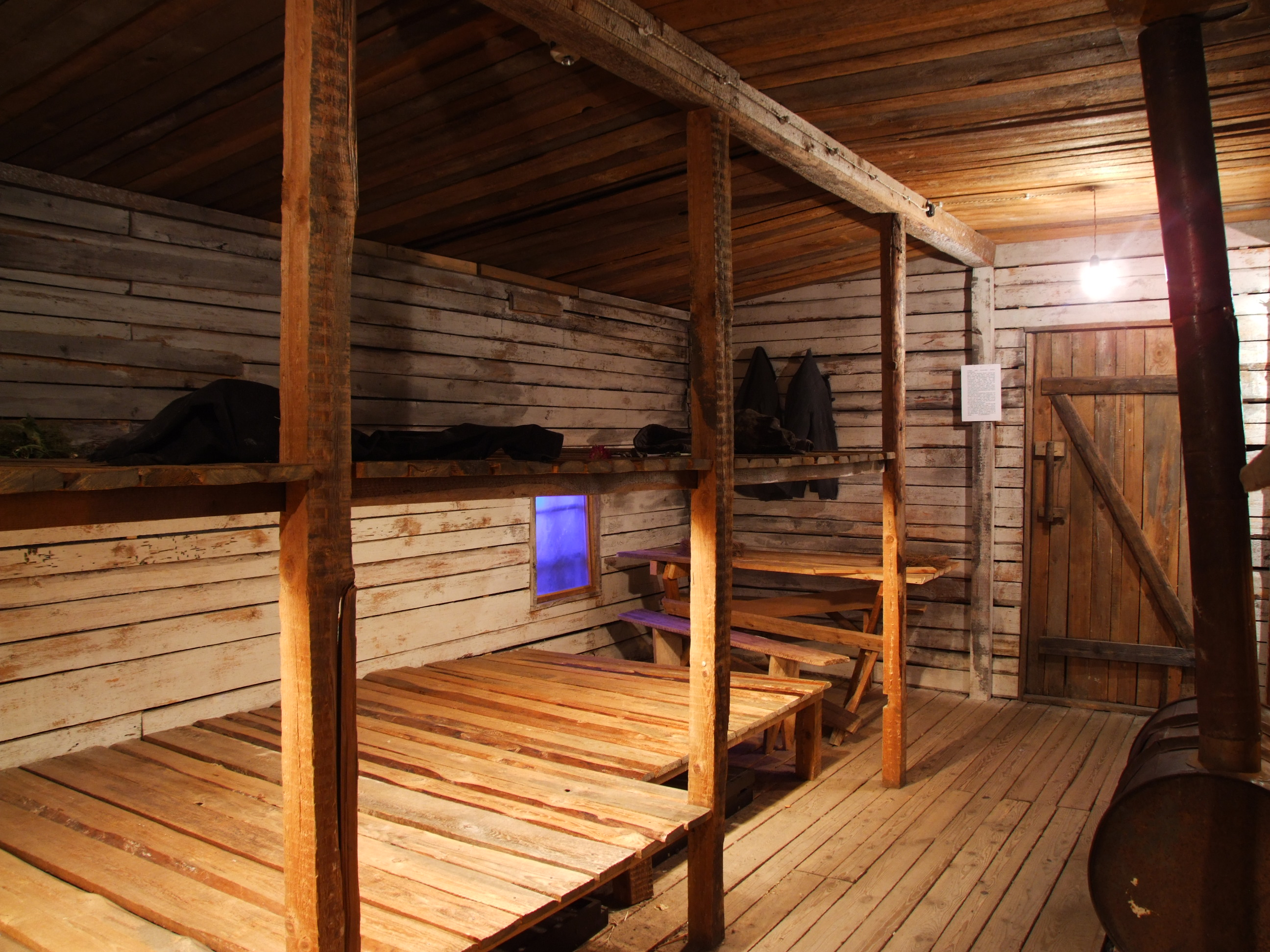
Gulag-barakk rekonstrukciója

Az óriási termelési irányszámok, az őrök brutalitása, az éhezés és a rossz időjárás miatt a halálozási arány sok táborban a 80%-ot is elérte. A rabok napi 10–12 órán át rendkívül kemény fizikai munkát végeztek.
A rabok fő feladata bányászat, út-, vasútépítés, illetve fakitermelés volt. Egy bányásznak a tervszámok szerint napi 13 mázsát kellett kibányásznia. Ha valaki nem teljesítette a kvótát, kevesebb élelmet kapott, így fokozatosan csökkent a teljesítőképessége, és ez sokszor odáig vezetett, hogy az illető megnyomorodott. Őket a доходяга (ejtsd kb. dohogyága) névvel illették. Ez az orosz szó nagyjából vézna, girhes vagy kimerült, összeomlott embert vagy állatot jelent.
A foglyok sokszor embertelen körülmények között dolgoztak. A szibériai hidegben megfelelő öltözék, táplálék és orvosi ellátás hiányában szinte mindegyikük valamilyen súlyos betegségben szenvedett. A leggyakoribb a skorbut volt, amely a C-vitaminban szegény táplálkozás miatt alakul ki. Egy táborban lakóra mindössze 1200 kilokalória (5000 kilojoule) tápértékű élelmiszer jutott (leginkább szárított kenyérszelet – szuhari, сухари, azaz kétszersült – formájában), szemben az ott végzett fizikai munkához szükséges 3100–3900 kilokalóriával.
A tábori személyzet sokszor megdézsmálta a tábori készleteket (ruhák, gyógyszerek, élelmiszer), ezzel a foglyokra hárítva a hiány pótlását. A rabok sokszor az őrök kegyetlenkedésének áldozatává váltak. Nemritkán került sor ok nélküli kivégzésre is.

## Földrajzi elhelyezkedés

Gulag-táborok a Szovjetunióban

Az első időszakban a foglyok izolálása volt a cél. A városoktól távol eső kolostorok, illetve a cári Oroszország fogolytáborai tökéletesen megfeleltek ennek a feladatnak. A legnagyobb, még az 1910-es évek végén kiépült táborrendszer a Szoloveckij-szigeteken, a Fehér-tenger területén épült ki, és a köznyelvbe csak mint Szolovki épült be. Az itt élők nagy része az értelmiséghez tartozott, a 20-as években külön újságot is adtak ki a területen (Szoloveckij Szigetek). A sztálini időszakban a többi munkatábor szintjére süllyedt le a színvonala.
Az iparosítás során kényszermunkára ítéltek mindenhol dolgoztak, ahol szükség volt olcsó munkaerőre.

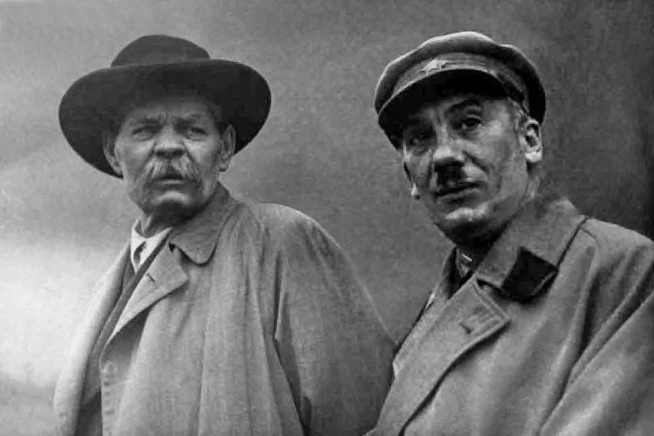
Makszim Gorkij és Genrih Jagoda, a Szovjetunió belügyi népbiztosa

Így a moszkvai metró, a Moszkvai Állami Egyetem, a Belomorkanal (Balti–Fehér-tengeri csatorna) is az elítéltek munkájából született. 
Makszim Gorkij szovjet író egy 130 tagú íródelegáció élén látogatta meg a Balti-tengert a Fehér-tengerrel összekötő Belomor-csatorna építkezéseit, majd azt követően dicsőítette az Egyesített Állami Politikai Igazgatóság (OGPU) bölcsességét és humanizmusát.
A munkatáborok nagy része teljesen lakatlan területre került. Rengeteg működött Szibériában, ezek közül a leghírhedtebbek a Kolima folyó környékiek (azok közül is a Malenykij nevezetű). A mai Kazahsztán területén is sok tábor volt.
A Szovjetunión kívül, szovjet mintára, Csehszlovákia, Lengyelország, Magyarország, NDK, Bulgária, Románia, és Mongólia is működtetett munkatáborokat. Kubában és Észak-Koreában mind a mai napig működnek ilyen munkatáborok[forrás?].
Szovjet munkatábor a Szovjetunió határain kívül egyedül Mongóliában működött. Itt 50 000 fogoly robotolt 1947 és 1953 között a Nauski–Ulánbátor (Transzmongol vasútvonal) építésén.

## Megjelenése a művészetben

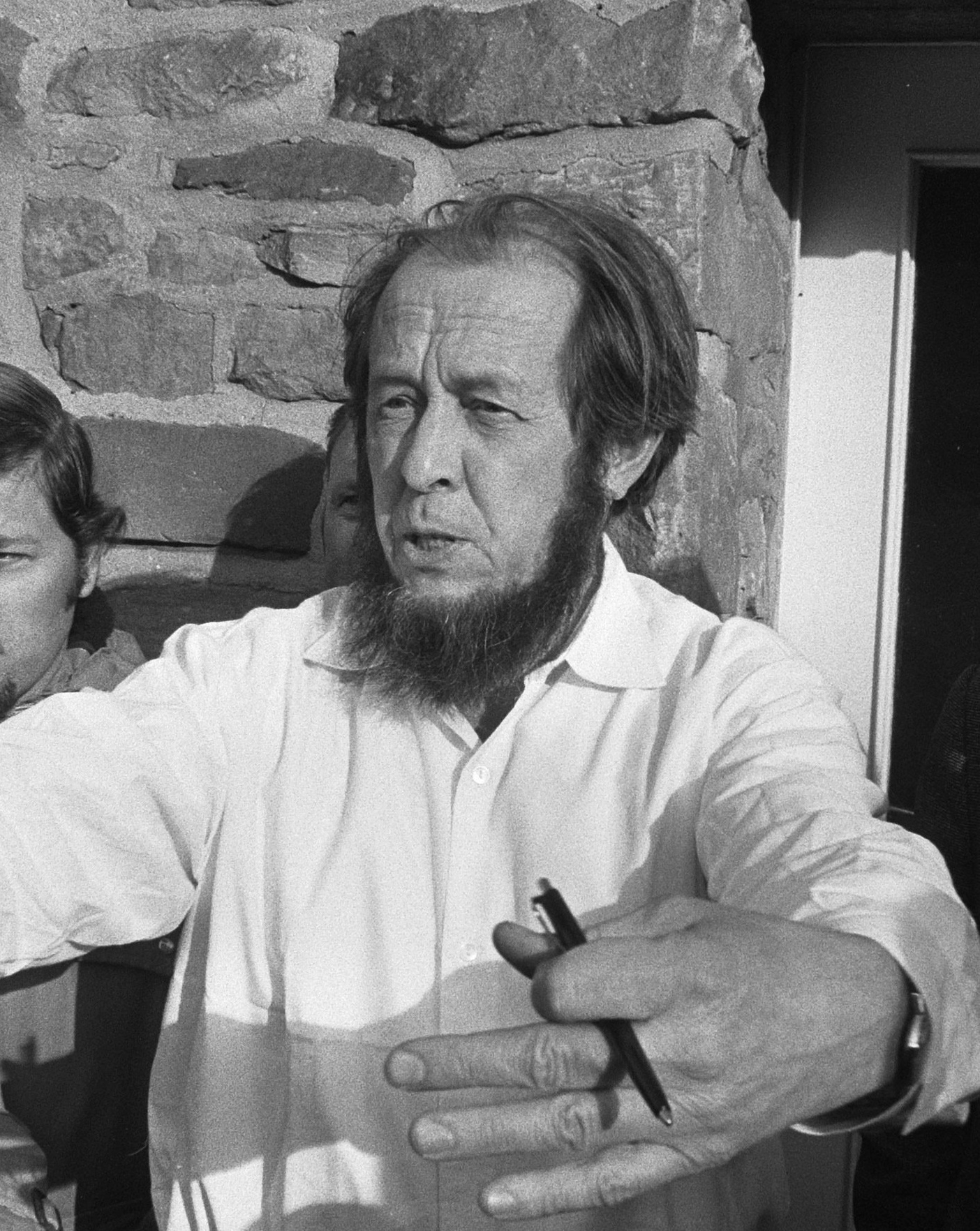
Alekszandr Szolzsenyicin, 1974-ben

- A Gulag-irodalom egyik legismertebb szerzője Alekszandr Szolzsenyicin, akinek egyik legfontosabb műve A Gulag szigetvilág. (Mivel a táborok mint szétszórt szigetek helyezkedtek el a Szovjetunió területén, Szolzsenyicin a görög „arhipelag” (szigetcsoport) szónak a Gulag betűszóval való egybecsengését használta fel a mű címében.)

A kopár sztyeppen fütyörész a szél – nyáron tikkasztó, télen fagyasztó. Ezen a sztyeppen még soha nem nőtt semmi, de különösen nem a szögesdrót mögött. Itt gabona csak pékségben terem, és csak a raktárban hullámzik a rozs. Így akárhogy is töröd a derekad a munkában, még ha hasra fekszel, akkor sem kaparhatsz ki ebből a földből több ennivalót; annál többet sehogy sem kapsz, mint amennyit a parancsnok előír neked. De a szakácsok meg a különböző "segítők" meg a "lógósok" miatt még annyit sem kapsz. Lopnak itt a konyhán, lopnak a zónában, de előzőleg lopkodnak ebből a raktárban is. S akik lopnak, azok sohase fogják meg a csákány nyelét, te pedig csak túrd a földet, és fogadd el, amit adnak. S lehetőleg minél gyorsabban tűnj el az ablaktól.
Aki bírja, marja.
- Szergej Dovlatov a köztörvényesek lágeréletét írja le A zóna c. kiváló könyvében.
- Varlam Salamov szinte eszköztelen, végletesen realista, személyes élményeket leíró elbeszélései a távol-keleti lágerekről szólnak Kolima c. könyvében.

### Magyar irodalmi alkotások a Gulagról
A Gulag-világ legjelentősebb magyar krónikásaként tartják számon Rózsás János írót, a „magyar Szolzsenyicint”, ám ismertek még Lengyel József írásai is, aki az elsők közt írt Magyarországon a Gulag táborokról (1961-ben). Szalkai Zoltán dokumentumfilm-sorozatot készített a Gulag táborok mai helyszíneiről.
- Lengyel József: Igéző, 1961, Budapest
- Lengyel József: Elejétől végig, Új Írás, 1963
- Gábor Áron: Az Embertől Keletre – Szögletes Szabadság – Évszázados Emberek, München 1968-69 (xx. Század Kiadó)
- Rózsás János: Keserű ifjúság, 1986, München
- Rózsás János: Éltető reménység, 1987, München
- Rózsás János: Duszja nővér, 1995, Nagykanizsa
- Rózsás János: Leventesors, 2005, Nagykanizsa
- Karig Sára: Sarkövezet, 1995 (A vorkutai lágerben írt versek)
- Galgóczy Árpád: A túlélés művészete, Valo Art, 2007
- Galgóczy Árpád: Fények a vaksötétben, Valo Art, 2008
- Szebeni Ilona: Merre van a magyar hazám?, Széphalom Könyvműhely, Budapest, 1992, ISBN 9637488316
- Szebeni Ilona: Haza fogunk menni. Kényszermunkán a Szovjetunióban 1944-49, Piremon, Debrecen, 1993, ISBN 9637925260
- Gereben Ágnes: Beszélgetések a Gulagról, Helikon Kiadó, Bp., 2008, vö.[23]
- Adorján Sándor: Halál árnyékában, 1993, magánkiadás
- Mong Attila: János vitéz a Gulagon, Helikon Kiadó, 2008
- Komáromi Attila: Életre ítéltek, Gilde Verlags, 1993
- Rupert Ráfael: Az Elrejtett Világ, Kráter Irodalmi és Művészeti Műhely, 2007, ISBN 9789639735088 ; A Hidden World, Collins, London 1963

### A Gulag a filmtörténetben
Bár a Gulag-téma filmes ábrázolása meglehetősen heterogén, többnyire lágerfilmek és börtönfilmek toposzai találkoznak benne a kaland- és a westernfilmek műfaji jellegzetességeivel.
- Vaszilij Suksin: Vörös kányafa (Kalina krasznaja, 1973)
- Alekszandr Proskin: ’53 hideg nyara (Holodnoje leto pjatygyeszat tretyjevo, 1988)
- Jiří Menzel: Pacsirták cérnaszálon (Skřivánci na niti, 1969, bem. 1990)
- Alekszandr Mitta: Elveszve Szibériában (Zatyerjannij v Szibiri, 1991)
- Vitalij Kanyevszkij: Dermedj meg, halj meg, támadj föl (Zamri, umri, voszkresznyi!, 1991)
- Gennagyij Zemel: Emberevő (Ljudojed, 1993)
- Gyarmathy Lívia: Szökés (1997)
- Alekszej German: Hrusztaljov, a kocsimat! (Hrusztaljov, masinu!, 1998)
- Peter Weir: A visszaút (The Way Back, 2010)
- Köbli Norbert (forgatókönyvíró), Szász Attila (rendező): Örök tél (2018)

## Különleges táborok
- Saraska (шарашка, „elszúró"): különleges táborfajta, ahol a bebörtönzött tudósok és mérnökök tudományos kutató-fejlesztő munkát végeztek.
- Pszihuska (психушка): elmegyógyintézetbe való bezárás és gyógyszeres kezelés. A Gulag-rendszer felszámolásával vált elterjedtté.
- Léteztek továbbá különleges táborok kisgyerekes anyák, gyerekek, illetve mozgássérültek számára. Bár ezek a táborok a termelésben nem vettek részt, a megfélemlítésben fontos szerepük volt.
- A szovjet atomprogram keretében több ezer fogoly vett részt a kísérleti atomrobbantások (Novaja Zemlja, Szemipalatyinszk) előkészítésében és a sugárszennyezett területek megtisztításában.